# IBM System i

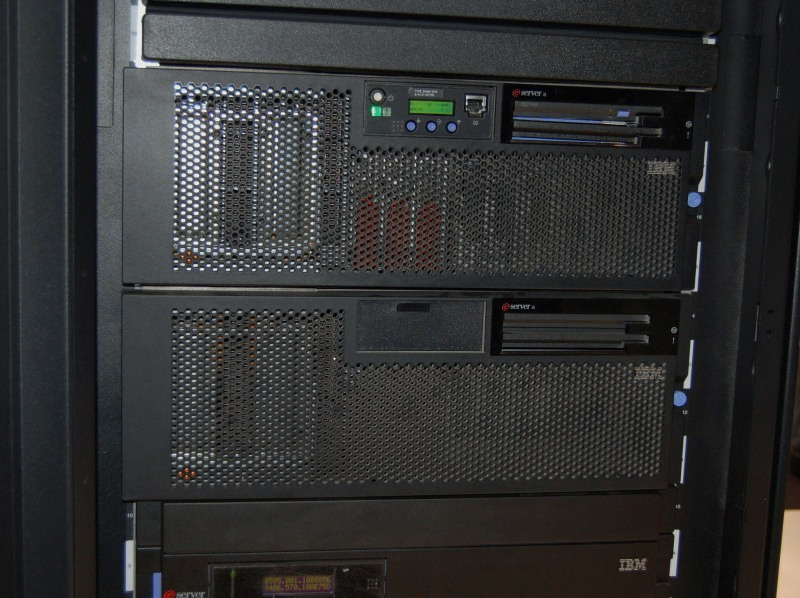
IBM System i 570 (2006)

IBM System i (voorheen eServer iSeries en daarvoor AS/400) is de naam van de voorlaatste generatie midrange computers van IBM (1978 - 2008), gebaseerd op het besturingssysteem I5/OS of Linux. Op 2 april 2008 werd bekendgemaakt dat de System i en System p platforms zijn samengevoegd tot IBM Power Systems.

## Geschiedenis

### System/38
In 1978 werd de eerste generatie midframes gelanceerd met een voor die tijd revolutionair concept, het IBM System/38:
- Single level storage - Voor de gebruiker is er geen verschil tussen de componenten die in het geheugen zijn geladen, en die op schijf staan. Een bron (bestand, programma of anders) wordt door het operating system beschikbaar gemaakt.
- Volledig geïntegreerd besturingssysteem (toen nog CPF genoemd). Met hierin standaard beveiliging, een relationele database, geavanceerde mogelijkheden voor schermafhandeling, communicatiehulpmiddelen en ontwikkelgereedschappen.
- Hardware onafhankelijke machine interface (MI) De scheiding tussen hardware en besturingssysteem werd door middel van speciale microcode bewerkstelligd. Een techniek die tot aan de dag van vandaag revolutionair is te noemen.

Het System/38 was gedurende de ontwerpfase behoorlijk uit zijn jas gegroeid, dit mede dankzij het revolutionaire concept. Het gevolg was dat het te groot, en dus te duur was geworden, als opvolger van het reeds langer bestaande System/34.

### System/34 en System/36
Enkele jaren later werd daarom het System/36 op de markt gebracht, met het eenvoudiger System/34 besturingssysteem SSP uitgebreid met gebruikersvriendelijke menu-structuren. 

### AS/400
Rond 1988 werden beide lijnen uiteindelijk samengevoegd tot een nieuw systeem: AS/400. Dit systeem combineerde de gebruikersvriendelijkheid van System/36 met de geavanceerde architectuur van het System/38. Een belangrijke vernieuwing was de latere toepasbaarheid van MIRRORING en RAID schijfbescherming technieken. Gezien de kwetsbaarheid van het single level storage systeem een absolute noodzaak.  
Aanvankelijk werd het AS/400 systeem, net zoals het System/38 uitgevoerd met een 48-bits op CISC gebaseerde hardware, dat in de jaren 90 werd vervangen door geavanceerdere 64 bits RISC technologie.

### E-Server iSeries
In het jaar 2000 is de AS/400 omgedoopt in E-Server iSeries, als gevolg van IBM's gewijzigde marketingstrategie. Het nieuwe iSeries systeem biedt geavanceerde functies:
- Het simultaan draaien van verschillende besturingssystemen: OS/400, Linux, AIX en door middel van een speciale Integrated x-series adapter eveneens Windows. (De integratie met Windows-omgevingen is hiermee gerealiseerd.)
- LPAR: Door middel van logical partitioning (LPAR) kan een systeem opgedeeld worden in meerdere partities die zich als zelfstandig functionerende computers gedragen, met de keuze van versie en soort operating system per partitie.
- IFS: Integrated File System: Het systeem kan meerdere bestandssystemen simultaan bevatten.

### E-Server i5
De vijfde generatie iSeries-servers wordt eServer i5 genoemd. i5 staat voor de gebruikte POWER5-processor die identiek is aan de processor die gebruikt wordt in de op Unix gebaseerde IBM-computersystemen.

## Besturingssystemen
- IBM i
- Linux als 'native' besturingssysteem (Linux for POWER) of op Integrated xSeries solutions
- AIX
- Windows op Integrated xSeries solutions

## Belangrijkste programmeertalen
- COBOL
- RPG(LE)
- J2EE (Java)
- CLP/CLLE
- EGL